# 利迪夫卡 (科羅斯滕區)
50°49′11″N 29°9′5″E / 50.81972°N 29.15139°E
利迪夫卡（烏克蘭語：Лідівка）是烏克蘭北部日托米爾州科羅斯滕區喬波維奇市鎮的村落。面積0.5平方公里，海拔高度171米，2001年人口7，人口密度每平方公里13.92人。